# Grabnik (Grodzisk Mazowiecki)
Pour les articles homonymes, voir Grabnik.
Grabnik (prononciation : [ˈɡrabnik]) est un village polonais de la gmina de Jaktorów dans le powiat de Grodzisk Mazowiecki de la voïvodie de Mazovie dans le centre-est de la Pologne.
Il se situe à environ 4 kilomètres au nord-est de Jaktorów (siège de la gmina), 6 kilomètres à l'ouest de Grodzisk Mazowiecki (siège du powiat) et à 34 kilomètres à l'ouest de Varsovie (capitale de la Pologne).
Le village possède approximativement une population de 11 habitants.

## Histoire
De 1975 à 1998, le village appartenait administrativement à la voïvodie de Skierniewice.